# Be the Cowboy
Be the Cowboy —en español «Ser el cowboy»— es el quinto álbum de estudio de la cantante y compositora de indie rock japonesa-estadounidense Mitski, lanzado el 17 de agosto de 2018 a través de Dead Oceans. Producido por su colaborador habitual Patrick Hyland, el álbum amplía la paleta de Mitski con un regreso al piano que aparece en sus dos primeros discos junto con sintetizadores, trompas y la guitarra que se convirtió en su instrumento característico. Tras su lanzamiento, Be the Cowboy recibió el reconocimiento generalizado de los críticos de música, quienes lo clasificaron entre los mejores álbumes de 2018. Fue precedido por los sencillos "Geyser", "Nobody" y "Two Slow Dancers".

## Escritura y grabación
En un comunicado, Mitski dijo que experimentó en narrativa y ficción para el álbum, y dijo que se inspiró en "la imagen de alguien solo en un escenario, cantando solo con un único foco enfocado en él en una habitación oscura". Grabó el álbum con su productor habitual Patrick Hyland, y declaró que "para la mayoría de las pistas, no colocamos las voces con dobles o armonías, para lograr esa atmósfera de persona que canta sola en el escenario". También dijo que el álbum trata sobre su reconexión con sus sentimientos: "He estado en el camino durante mucho tiempo, algo que te aísla mucho, y tuve que dirigir mi propio negocio al mismo tiempo. Gran parte de este álbum era yo sin ningún sentimiento, completamente agotada, pero después tratando de recuperarme y despertar y volver a Mitski".

## Lanzamiento y promoción
El álbum se puso disponible para pre-compra el 14 de mayo de 2018 sin previo aviso. "Geyser" fue lanzado como el sencillo principal del álbum el mismo día junto con un video musical dirigido por Zia Anger, quien también dirigió el video musical de "Your Best American Girl" de Puberty 2 (2016). La canción había sido interpretada previamente en 2014 en WNYU Radio y en el Hampshire College. El 26 de junio, Mitski lanzó "Nobody" como el segundo sencillo junto a un video musical dirigido por Christopher Good que fue rodado durante cinco días en Kansas City. El tercer y último sencillo que precedió al álbum, "Two Slow Dancers", fue lanzado el 9 de agosto.
En apoyo del álbum, Mitski se embarcó en una gira que incluyó fechas en Norteamérica y Europa. La gira comenzó el 9 de junio en Bozeman, Montana.

## Lista de Canciones
| Be The Cowboy |                           |        |        |          |  |
| N.º           | Título                    | Letras | Música | Duración |  |
| 1.            | «Geyser»                  |        | Mitski | 2:23     |  |
| 2.            | «Why Didn't You Stop Me?» | Mitski | Mitski | 2:21     |  |
| 3.            | «Old Friend»              | Mitski | Mitski | 1:52     |  |
| 4.            | «A Pearl»                 |        | Mitski | 2:36     |  |
| 5.            | «Lonesome Love»           | Mitski | Mitski | 1:50     |  |
| 6.            | «Remember My Name»        | Mitski | Mitski | 2:15     |  |
| 7.            | «Me and My Husband»       | Mitski | Mitski | 2:13     |  |
| 8.            | «Come Into the Water»     | Mitski | Mitski | 1:32     |  |
| 9.            | «Nobody»                  | Mitski | Mitski | 3:13     |  |
| 10.           | «Pink in the Night»       | Mitski | Mitski | 2:16     |  |
| 11.           | «A Horse Named Cold Air»  |        |        | 2:03     |  |
| 12.           | «Washing Machine Heart»   | Mitski | Mitski | 2:08     |  |
| 13.           | «Blue Light»              | Mitski | Mitski | 1:43     |  |
| 14.           | «Two Slow Dancers»        | Mitski | Mitski | 3:59     |  |
| 32:28         |                           |        |        |          |  |